# Дьозьо Кульчар
Дьозьо Кульчар (угор. Kulcsár Győző; 18 жовтня 1940, Будапешт, Угорщина — 19 вересня 2018) — угорський фехтувальник на шпагах, чотириразовий олімпійський чемпіон (1964 рік, двічі 1968 рік, та 1972 рік), дворазовий бронзовий (1972 та 1976 роки) призер Олімпійських ігор, триразовий чемпіон світу.

## Виступи на Олімпіадах
| Олімпіада     | Дисципліна          | Місце |
| ------------- | ------------------- | ----- |
| Токіо 1964    | індивідуальна шпага | 9     |
| Токіо 1964    | командна шпага      | 1     |
| Мехіко 1968   | індивідуальна шпага | 1     |
| Мехіко 1968   | командна шпага      | 1     |
| Мюнхен 1972   | індивідуальна шпага | 3     |
| Мюнхен 1972   | командна шпага      | 1     |
| Монреаль 1976 | індивідуальна шпага | 3     |
| Монреаль 1976 | командна шпага      | 4     |